# КС-4361
КС-4361 — модельный ряд кранов стрелового типа на пневмоколёсном ходу грузоподъёмностью 16 тонн. Краны серии производились до недавнего времени (под маркой «Юргинец») с 1970 годов. Первая модель из серии (К-161) выпускалась с начала 1960 годов и до 1975 года.
Краны предназначены для выполнения монтажных, строительных и погрузочно-разгрузочных работ с массой грузов (как штучных, так и сыпучих) до 16 т. Краны КС-4361 могут применяться как на складах, так и на строительных площадках. Кинематическая схема даёт возможность совмещать одновременно две различные рабочие операции.

## История
В 1961 году на Одесском заводе тяжёлого краностроения им. Январского восстания (ОЗТК) сошли с конвейера первые 10 опытных кранов, разработанных в заводском КБ конструкторами во главе с Н. А. Яблонским и А. В. Филоненко. Со следующего года новую модель, впоследствии названную К-161, начали выпускать серийно — до 15 единиц (ежедневно). На выставке ВДНХ кран получил Большую золотую медаль.
Кран К-161 получил одномоторный механический привод, который имел гидротрансформатор (модель ТРЭ-375). В кране использовался дизельный двигатель СМД-14А, имевший мощность 75 л. с., хотя вначале конструкторы хотели поставить СМД-7, который ставили на комбайны. Через некоторое время завод освоил выпуск модели К-161С — так называемого «северного исполнения», которое не отличалось ни по конструкции, ни по экономическим показателям, однако позволявшего работать крану при температуре окружающей среды до −60 °C. В 1964 году кран К-161 начали параллельно выпускать и на Юргинском машиностроительном заводе (ЮМЗ). С 1971 года производство модели на ОЗТК прекратили, заменив только что созданным 25-тонным краном КС-5363.
С 1975 года ЮМЗ начал выпуск новой модели крана, имеющей ряд сходств в конструкции с краном К-161, выпуск которого был свёрнут и на этом заводе. Новинка получила индекс КС-4361А. Через некоторое время завод освоил выпуск специальной модификации крана КС-4361С, которая может работать при низких температурах. А спустя ещё какое-то время базовую модель КС-4361А стали производить и на Камышинском крановом заводе (ныне «Газпром-кран»). Также был освоен выпуск и специальной модификации для работы в условиях тропиков — КС-4361АТ.
Кроме того, Камышинским заводом производился КС-4362 (или К-166), дизель-электрический кран, в котором был внедрён ряд усовершенствований — например, была увеличена длина основной стрелы (до 12,5 м), а также можно было использовать башенно-стреловое оборудование.

## Модификации
- К-161 (он же КС-4361), К-161С — предшественники крана: соотв. для умеренного климата (от −40 °C до +40 °C) и северных районов с низкой температурой (полярного климата, до −60 °C).
- КС-4361А — базовая модель (для умеренного климата, от −40 °C до +40 °C).
- КС-4361С — модификация для северных районов с низкой температурой (полярного климата, до −60 °C)[6]. Металлоконструкции — из низколегированной стали, а шины и все уплотнительные детали — из морозостойкой резины. Система управления имеет защиту (спец. устройство) от замерзания конденсата[4].
- КС-4361АТ — модификация для тропического климата[7].
- КС-4362 (он же К-166) — дизель-электрический кран[6]. Может работать в башенно-стреловом исполнении[8]. Часть из его узлов унифицирована с КС-4361А[8]: поворотный механизм, механизмы грузовых лебёдок[9], ходовые устройства[8].

## Технические характеристики
Характеристики крана приведены в карточке.

### Габариты
| Длина  | 14,5 м |
| Ширина | 3,15 м |
| Высота | 3,9 м  |

## Конструкция
Кран состоит из ходовой части, поворотной платформы, сменного рабочего (стрелового или башенно-стрелового) оборудования.

### Поворотная платформа
Поворотная платформа (рама) — конструкция, выполненная при помощи сварки. На ней располагаются двигатель с гидротрансформатором (в машинном отделении), кабина управления и все рабочие механизмы крана: стреловая и грузовые лебёдки (основного и вспомогательного подъёма), механизм передвижения. Кроме того, на поворотной раме расположены крепления для стрелового оборудования, стойки закрепления портала (с блоками) и прочее необходимое для работы оборудование.

#### Кабина управления
В кабине управления размещается пульт крановщика. Управление механизмами осуществляется кнопками и рычагами. В «полярной» модели КС-4361С кабина утеплённая, имеет отопление и обдув стёкол, оснащена системой вентиляции. Система управления краном — пневмогидравлическая, аналогичная базовой модели (управление осуществляется посредством пневмокамер и гидроцилиндров).

#### Привод крана
Привод — механический, односторонний. Силовая установка крана состоит из следующих элементов: двигателя, гидротрансформатора, коробки передач, гидронасоса, пневмомуфт и компрессора марки ВУ-0,5/7А. В кране КС-4361А используется один дизельный двигатель (СМД-14А) с гидротрансформатором, связанный с приводом при помощи эластичной муфты. Благодаря гидравлическому трансформатору (с гидроуправлением), а также использованию в конструкции тормоза для трансмиссии, обеспечивается бесступенчатое переключение скоростей всех механизмов — от нуля до максимума. Компрессор в составе силовой установки связан с дизельным двигателем крана посредством клиноремённой передачи и имеет воздушное охлаждение. Он питает пневматическую систему управления крана.
Передача движения механизмам КС-4361А от двигателя — посредством зубчатых, кулачковых и пневматических муфт. Все муфты — управляемые: зубчатая и кулачковая имеют гидропривод, а пневматическая — пневмопривод. Кулачковая включает поворотный механизм, а зубчатая — механизм передвижения. Пневматические же муфты включают барабаны лебёдок: стреловой и грузовых (основного и вспомогательного подъёма). Барабаны лебёдок установлены на главном валу (свободно). Их фиксация производится ленточными тормозами.
У дизель-электрической модели КС-4362 собственная силовая установка обеспечивает питание привода крана. Силовая установка этой модели, помимо дизеля, включает генератор переменного тока и промежуточный понижающий редуктор. В кране используется дизельный двигатель марки СМД-14АН. Все рабочие механизмы имеют индивидуальный электрический привод. Электродвигатели могут питаться как от внешней сети с напряжением 380 В, так и от автономной дизель-электрической станции.
В модификации КС-4361С в состав силовой установки добавлен предпусковой подогреватель, позволяющий прогреть за 40 минут (у КС-161С за 1 час) основной двигатель после суток простоя крана, даже при температуре окружающей среды −50 °C.

#### Опорно-поворотное устройство
В модели К-161 применено шариковое поворотное устройство, а в кране КС-4361А используется круг: шариковый, двухрядный, с зубчатым венцом внутреннего зацепления.

#### Механизм передвижения
Механизм передвижения крана расположен на поворотной раме и включается зубчатой муфтой. У КС-4362 в состав привода механизма входят: электрический двигатель (А02-91-8/4), муфта скольжения (электромагнитная) и редуктор.

#### Устройства безопасности
Краны серии оснащаются приборами и устройствами, обеспечивающими безопасность при его работе: конечный выключатель подъёма стрелы, ограничитель грузоподъёмности и указатель вылета стрелы.

### Ходовая часть
Ходовая часть крана — сварная рама, которая опирается на два моста. Оба моста — ведущие, а передний является рулевым. При этом, благодаря его конструкции, колёса могут разворачиваться при помощи гидравлических цилиндров. Подача жидкости в цилиндры осуществляется посредством шестерённого насоса (у КС-4362 используется НШ-32Л). 2-скоростная коробка передач размещена в середине ходовой рамы. С передним и задним мостом её связывают карданные валы.
В кране КС-4362 передний мост обладает балансирной подвеской, а задний — жёстко связан с ходовой рамой. Ходовые колёса — бездисковые. Разворот колёс заднего моста может быть произведён посредством двух гидравлических цилиндров. Из четырёх колёс переднего моста ведущими являются только внутренние, имеющие ступицы. На последних размещены и свободно крутятся ступицы внешних колёс. Это улучшает разворот КС-4362. Внешние и внутренние колёса могут быть вместе сблокированы — при плохих дорожных условиях. Внутри заднего моста используется ряд узлов от грузового автомобиля КрАЗ-222 (полуоси, тормоза и главная передача с дифференциалом). При работе без аутригеров на раме крана имеются специальные стабилизаторы, которые предназначены для жёсткого стопорения переднего моста.

#### Выносные опоры
К поперечным балкам ходовой рамы (по бокам) прикреплены 4 выносных опоры, имеющие гидравлическое управление и винтовую конструкцию (винтовые домкраты с башмаками на концах). Они предназначены для устойчивости крана и необходимы при работе с грузами массой свыше 9 тонн.

### Стреловое оборудование
Рабочая стрела КС-4361А — решётчатого типа, шарнирно-складывающаяся. Состоит из двух секций: головной и корневой. В базовом исполнении имеет длину 10,5 метров и весит 1500 кг. При помощи дополнительных промежуточных 5-метровых секций длина может увеличиваться, вплоть до 25,5 м. Стрела также может быть дооснащена шестиметровым неуправляемым гуськом-удлинителем. При этом она должна быть направленной вдоль оси крана, а её длина не должна превышать 20,5 метров. Для защиты от запрокидывания на платформу стрелы, на последней установлен специальный ограничитель, обеспечивающий безопасную работу на минимальном вылете. При работе с сыпучими грузами на кран КС-4361А может быть подвешен канатный грейфер, вместимостью до 1,5 м³. Длина основной стрелы при этом не должна превышать 15,5 м.
У КС-4362 длина основной стрелы повышена до 12,5 м. Дополнительными 5-метровыми секциями длина стрелы может быть увеличена, вплоть до 22,5 м. На стрелах КС-4362 также может быть установлен неуправляемый гусёк. Длина последнего — 4 метра. Помимо стрелового исполнения, кран может работать и в башенно-стреловом. При этом на башню (11,6 м или 16,6 м) ставится десятиметровый управляемый гусёк. При погрузочных работах на КС-4362 может подвешиваться двухканатный грейфер — вместимостью до 0,65 м³.
Стрела крана КС-161 — решётчатая, сварная. Имеет длину 10 метров. Промежуточные секции решётчатой конструкции позволяют увеличить длину стрелы (вплоть до 25 м). При работе с сыпучими грузами кран с 10-метровой стрелой оборудуется грейфером.

## Эксплуатация: монтаж-демонтаж, транспортировка

### Транспортировка
Краны КС-4362 (как и КС-4361) на большие расстояния перевозят следующими способами:
- По автодорогам. Кран перевозят при помощи тягача на буксире (скорость до 20 км/ч[11]). Для этого он оборудован прицепным устройством. В качестве тягача может быть использован грузовой автомобиль типа МАЗ-500А[8]. При буксировке устанавливают нейтральную передачу, убирают карданный вал одного из мостов, а цилиндры разворота выключают[11].
- По железной дороге. При перевозке по железной дороге кран разбирают на отдельные укрупнённые узлы: частично разбирают кран (снимают пневматические колёса), демонтируют стрелу (разбирают на секции, укладывая одну на другую). Перевозка осуществляется на четырёхосной платформе[9], а дополнительные промежуточные секции (при наличии) — складывают на другую платформу. Погрузка на железнодорожную платформу разобранный кран осуществляется посредством стрелового крана, грузоподъёмностью 25 тонн. Аналогично производится перевозка по железным дорогам крана К-161[11].

В пределах площадки и на небольшие расстояния (до 50 км) краны серии могут передвигаться и самостоятельно, как с опущенной рабочей стрелой (в транспортном положении), так и с грузом. При этом скорость передвижения не должна превышать 3 км/ч, рабочая стрела должна быть направлена вдоль продольной оси, а её длина составлять от 10 м до 15 м.

## Происшествия с КС-4361
- 23 октября 2000 года при выгрузке краном КС-4361 стеновой панели из кузова автомобиля произошла авария крана. В результате пострадал один человек — монтажник, получивший смертельную травму падающей стрелой. Авария пневмоколёсного крана произошла на территории предприятия «Дальспецстрой» (Хабаровский край) в момент поворота стрелы на 90 °. После чего произошло скручивание и падение стрелы. Как выяснилось впоследствии, обследований крана не проводилось. В качестве причины аварии специалистами было названо «неудовлетворительное техническое состояние крана, который отработал свой нормативный срок службы»[12].
- 4 марта 2006 года при подъёме колёсного самоходного устройства массой 4,8 тонны пневмоколёсным краном КС-4361 груза произошло его опрокидывание. Авария произошла на мошковской производственной базе, в Новосибирской области. Машинист, управлявший краном, погиб. По результатам расследования установлен комплекс причин и нарушений правил, руководств и инструкций — как со стороны работников базы (крановщик, инженер по надзору), так и со стороны её руководства. На самом кране (1992 г.в., рег. № 12074) не были выставлены все выдвижные опоры, вместо режима на ограничителе (согласно инструкции) «работа крана без опор» был установлен режим «работа на опорах», а также была использована неправильная табличка вылета стрелы на указателе[13].
- 15 февраля 2007 года в Бурятии, на одной из строительных площадок, произошла авария крана КС-4361А со смертельным исходом. Кран перемещал поддон кирпича. В этот момент произошёл обрыв стрелового каната, а затем падение рабочей стрелы. В результате аварии погиб каменщик[14].
- 4 апреля 2007 года при подаче арендованным самоходным краном КС-4361 банки с бетоном произошёл несчастный случай, в результате которого погиб рабочий. Как оказалось, строители из Самары возводили в Карасуке (Новосибирская область) здание административного назначения. Во время подачи банки, возле штабеля железобетонных плит, курил разнорабочий. При развороте стрелы кран его зацепил, отчего разнорабочий получил несовместимые с жизнью травмы. В качестве предварительных причин несчастного случая названы: «ошибка в расчёте места установки крана» и «просчёт инженера по технике безопасности подрядчика»[15].
- 10 марта 2009 года, на одном из участков Красноярского края, при выполнении пневмоколёсным краном КС-4361 рабочей операции по опусканию железобетонной плиты массой 4,2 т произошла авария стрелового крана. От падающего оголовка стрелы погиб стропальщик-монтажник. Как выяснилось, неумелые действия крановщика привели к раскачиванию полиспаста стрелы и зажатию стрелового каната. Последний зажался между ограничителем и ребордой блока стрелового полиспаста. После чего произошло «высвобождение» стрелового каната и резко повысилась динамическая нагрузка на него, из-за чего произошёл его обрыв. А обрыв стрелового каната привёл к падению оголовка[16].
- 30 ноября 2009 года в Пушкине загорелся кран КС-4361. В результате пожара у стрелового крана сгорели покрышки задних колёс и ёмкость с маслом. Человеческих жертв нет[17].
- 22 июня 2010 года при перевозке на буксире КС-4361 автомобилем КАМАЗ 55111 по Курганскому тракту у крана отвалилось заднее левое колесо. Происшествие произошло в Шадринске (Курганская область). Отвалившееся колесо крана столкнулось с легковым автомобилем Daewoo Nexia и причинило ему механические повреждения на сумму около 144,3 тысяч рублей. В результате дальнейшего судебного разбирательства истцу было выплачено 90 тысяч рублей[18].